# Irati Gondra
Irati Gondra Martínez (Mundaca, Vizcaya, 1983) es una filóloga, profesora y política española de ideología nacionalista vasca, alcaldesa de Mundaca.
Desde 2023 es la líder y portavoz del Grupo Municipal EAJ-PNV en el Ayuntamiento de Mundaca.

## Biografía
Nació en Mundaca (Vizcaya) en 1983. Estudió la licenciatura en filología inglesa. Desde hace varios años es profesora en Asti Leku Ikastola.
En las elecciones generales de España de 2011 Gondra fue candidata a diputada del Congreso de los Diputados por el Partido Nacionalista Vasco, por la circunscripción de Vizcaya, con Josu Erkoreka como cabeza de lista. El PNV ganó las elecciones y obtuvo 3 diputados por Vizcaya, pero Gondra no obtuvo escaño como diputada.
En las elecciones municipales de España de 2015 Gondra fue candidata a concejala por el PNV, con Aitor Egurrola Mendiolea como cabeza de lista y candidato a alcalde de Mundaca. El PNV ganó las elecciones en el municipio, pero Gondra no salió electa concejala.
En las elecciones municipales de España de 2019 Gondra fue candidata a concejala por el PNV, con Mikel Bilbao Ruiz como cabeza de lista y candidato a alcalde de Mundaca. El PNV obtuvo mayoría absoluta de concejales y Mikel Bilbao fue elegido alcalde. Sin embargo, durante los años 2019 y 2020 distintos problemas en el grupo municipal llevaron al PNV a presentar en 2021 una moción de censura contra el alcalde Mikel Bilbao con Gondra como candidata. La moción de censura prosperó y Gondra fue elegida alcaldesa de Mundaca.
En las elecciones municipales de España de 2023 Gondra fue cabeza de lista y candidata a alcaldesa de Mundaca por el PNV. El PNV ganó las elecciones con 4 concejales, seguido de EH Bildu con 3 y la plataforma independiente "Herritarren Asanblada"de Mikel Bilbao obtuvo 2 concejales. La plataforma de Bilbao decidió apoyar a la candidata de EH Bildu Sorne Rubio para arrebatar la alcaldía al PNV.
Desde 2023 Gondra ejerce como líder y portavoz del Grupo Municipal EAJ-PNV en el Ayuntamiento de Mundaca y como jefa de la oposición en el Ayuntamiento.
En el año 2024 Gondra fue elegida representante del Patronato y del Consejo de Cooperación de la Reserva de la Biosfera de Urdaibai.